# Silvestro Lega

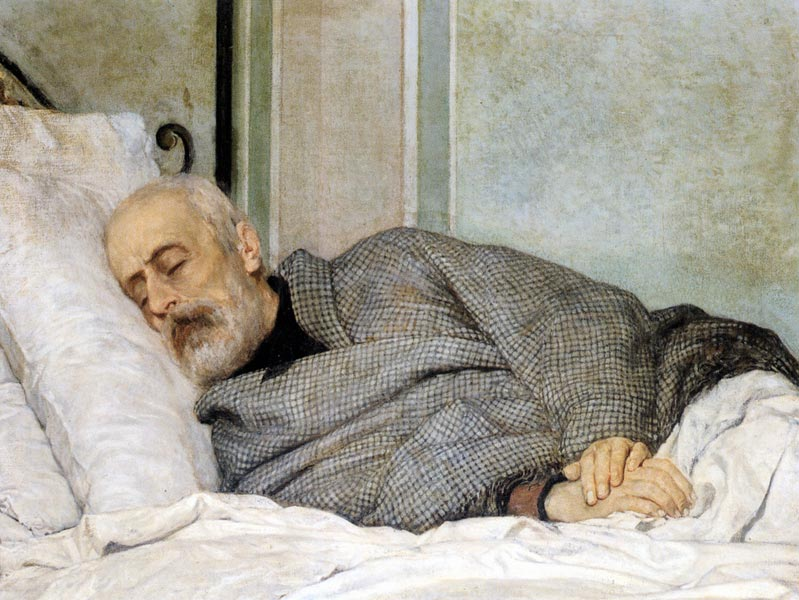
Silvestro Lega: Śmierć Giuseppe Mazziniego, 1873

Silvestro Lega (ur. 8 grudnia 1826 w Modigliana, zm. 21 września 1895 we Florencji), włoski malarz należący do grupy Macchiaioli.

## Obrazy artysty
- Śmierć Giuseppe Mazziniego - 1873
- Altana - 1868, olej na płótnie 75 x 93,5 cm, Pinakoteka Brera Mediolan